# Llista d'empreses adquirides per Alphabet
Google és una empresa de programari informàtic i un motor de cerca de llocs web. Cada adquisició de cada empresa està especificada respectivament. Les dates de les adquisicions són llistades com a data de la compra entre Google i l'altra empresa. El valor de cada adquisició és mostrat en dòlar americà perquè Google està ubicat als Estats Units. Si algun valor d'adquisició no està present, és que no està divulgat. També està present el servei de Google que s'uneix a l'empresa adquirida que es deriva.
En el març del 2008, l'última adquisició de Google va ser comprar DoubleClick, una empresa de publicitat en línia, per 3,1 bilions de dòlars americans. La majoria d'empreses adquirides per Google eren originàries de la Zona de la Badia de San Francisco per la seva proximitat. En el març del 2010, Google ha adquirit 62 empreses.

## Adquisicions
| Data d'adquisició       | Empresa                        | Negoci                                              | País          | Valor (USD)       | Utilitzat com / Integrat amb                     | Referències             |
| ----------------------- | ------------------------------ | --------------------------------------------------- | ------------- | ----------------- | ------------------------------------------------ | ----------------------- |
| 12 de febrer del 2001   | Deja                           | Usenet                                              | EUA           |                   | Google Groups                                    | [ 1 ]                   |
| 20 de setembre de 2001  | Outride                        | motor de cerca de llocs web                         | EUA           |                   | Google Personalized Search (iGoogle)             | [ 2 ]                   |
| Febrer del 2003         | Pyra Labs                      | Programari de Weblog                                | EUA           |                   | Blogger                                          | [ 3 ]                   |
| Abril del 2003          | Neotonic Software              | Direcció de relacions amb el consumidor             | EUA           |                   | Google Groups, Gmail                             | [ 4 ]                   |
| Abril del 2003          | Applied Semantics              | Publicitat en línia                                 | EUA           | $102000000        | AdSense, AdWords                                 | [ 5 ]                   |
| 30 de setembre del 2003 | Kaltix                         | Motor de cerca llocs web                            | EUA           |                   | iGoogle                                          | [ 6 ]                   |
| Octubre del 2003        | Sprinks                        | Publicitat en línia                                 | EUA           |                   | AdSense, AdWords                                 | [ 7 ]                   |
| Octubre del 2003        | Genius Labs                    | Blogging                                            | EUA           |                   | Blogger                                          | [ 8 ]                   |
| 10 de maig del 2004     | Ignite Logic                   | Editor d'HTML                                       | EUA           |                   |                                                  | [ 9 ]                   |
| 23 de juny del 2004     | BaiduA                         | Motor de cerca en llengua xinesa                    | Xina          | $500000           | Baidu                                            | [ 10 ]                  |
| 13 de juliol de 2004    | Picasa                         | Organitzador d'imatges                              | EUA           |                   | Picasa, Blogger                                  | [ 11 ]                  |
| Setembre de 2004        | ZipDash                        | Anàlisi de trànsit                                  | EUA           |                   | Google Maps per mòbil                            | [ 12 ]                  |
| Octubre del 2004        | Where2                         | Anàlisi de mapes                                    | Austràlia     |                   | Google Maps                                      | [ 13 ]                  |
| 27 d'octubre de 2004    | Keyhole, Inc                   | Anàlisi de mapes                                    | EUA           |                   | Google Maps, Google Earth                        | [ 14 ]                  |
| 28 de març de 2005      | Urchin Software Corporation    | Anàlisi de web                                      | EUA           |                   | Google Analytics                                 | [ 15 ]                  |
| 12 de maig del 2005     | Dodgeball                      | Servei de xarxa social                              | EUA           |                   | Google Latitude                                  | [ 16 ]                  |
| Juliol del 2005         | Reqwireless                    | Navegador mòbil                                     | Canadà        |                   | Google Mobile                                    | [ 17 ]                  |
| 7 de juliol de 2005     | Current Communications Group   | Accés a Internet de banda ampla                     | EUA           | $10000000         | Backbone                                         | [ 18 ]                  |
| 17 d'agost de 2005      | Android                        | Programari de mòbil                                 | EUA           |                   | Android                                          | [ 19 ]                  |
| Novembre del 2005       | Skia                           | Programari de gràfics                               | EUA           |                   | Android, Google Chrome Browser                   | [ 20 ]                  |
| 17 de novembre del 2005 | Akwan Information Technologies | Motors de cerca                                     | Brasil        |                   | Backbone                                         | [ 21 ]                  |
| 20 de desembre de 2005  | AOLB                           | Accés d'Internet d'ample de banda                   | EUA           | $100000000        |                                                  | [ 22 ]                  |
| 27 de desembre de 2005  | Phatbits                       | Motor de Widget                                     | EUA           |                   | Google Desktop                                   | [ 23 ]                  |
| 31 de desembre de 2005  | allPAY GmbH                    | Programari mòbil                                    | Alemanya      |                   | Google Mobile                                    | [ 24 ]                  |
| 31 de desembre de 2005  | bruNET GmbH                    | Programari mòbil                                    | Alemanya      |                   | Google Mobile                                    | [ 24 ]                  |
| 17 de gener del 2006    | dMarc Broadcasting             | Publicitat                                          | EUA           | $10200000         | AdSense                                          | [ 25 ]                  |
| 14 de febrer del 2006   | Measure Map                    | Programari de Weblog                                | EUA           |                   | Google Analytics                                 | [ 26 ]                  |
| 9 de març del 2006      | Upstartle                      | Proccessador de textos                              | EUA           |                   | Google Documents                                 | [ 27 ]                  |
| 14 de març del 2006     | @Last Software                 | Programari de modelació en 3D                       | EUA           |                   | Google Sketchup                                  | [ 28 ]                  |
| 9 de maig de 2006       | Orion                          | motor de cerca de llocs web                         | Austràlia     |                   | Google Search                                    | [ 29 ]                  |
| 1 de juny de 2006       | 2Web Technologies              | Fulles en línia                                     | EUA           |                   | Google Spreadsheet                               | [ 30 ] [ 31 ]           |
| 15 d'agost de 2006      | Neven Vision                   | Visió d'ordinador                                   | EUA           |                   | Picasa                                           | [ 32 ]                  |
| 9 d'octubre de 2006     | YouTube                        | Compartició de video                                | EUA           | $165000000        | YouTube                                          | [ 33 ] [ 34 ]           |
| 31 de setembre de 2006  | JotSpot                        | Aplicació web                                       | EUA           |                   | Google Sites                                     | [ 35 ]                  |
| 18 de desembre de 2006  | Endoxon                        | Mapeig                                              | Suïssa        | $2800000          | Google Maps                                      | [ 36 ]                  |
| 4 de gener de 2007      | XunleiC                        | Compartició de fitxers                              | Xina          | $500000           |                                                  | [ 37 ]                  |
| 16 de febrer de 2007    | Adscape                        | Publicitat en jocs                                  | EUA           | $2300000          | AdSense                                          | [ 38 ]                  |
| 16 de març de 2007      | Trendalyzer                    | Programari d'estadística                            | Suècia        |                   | Google Analytics                                 | [ 39 ]                  |
| 17 de abril de 2007     | Tonic Systems                  | Programari de presentacions                         | EUA           |                   | Google Documents                                 | [ 40 ]                  |
| 19 de abril de 2007     | Marratech                      | Videoconferència                                    | Suècia        | $1500000          | Google Talk                                      | [ 41 ]                  |
| 13 d'abril de 2007      | DoubleClick                    | Publicitat en línia                                 | EUA           | $310000000        | AdSense                                          | [ 42 ] [ 43 ] [ 44 ]    |
| 11 de maig de 2007      | GreenBorder                    | Seguretat informàtica                               | EUA           |                   | Google Chrome                                    | [ 45 ]                  |
| 1 de juny de 2007       | Panoramio                      | Compartició de fotografies                          | Espanya       |                   | Panoramio                                        | [ 46 ]                  |
| 3 de juny de 2007       | FeedBurner                     | Web feed                                            | EUA           | $10000000         | FeedBurner                                       | [ 47 ]                  |
| 5 de juny de 2007       | PeakStream                     | Proccessament paral·lel                             | EUA           |                   | Server (computing)                               | [ 48 ]                  |
| 19 de juny de 2007      | Zenter                         | Programari de presentacions                         | EUA           |                   | Google Documents                                 | [ 49 ]                  |
| 2 de juliol de 2007     | GrandCentral                   | Protocol de veu per Internet                        | EUA           | $4500000          | Google Voice                                     | [ 50 ] [ 51 ]           |
| 20 de juliol de 2007    | Image America                  | Fotografia aèria                                    | EUA           |                   | Google Maps                                      | [ 52 ]                  |
| 9 de juliol de 2007     | Postini                        | Seguretat de telecomunicacions                      | EUA           | $62500000         | Gmail                                            | [ 53 ]                  |
| 27 de setembre de 2007  | Zingku                         | Servei de xarxa social                              | EUA           |                   | Google Mobile                                    | [ 54 ]                  |
| 9 d'octubre de 2007     | Jaiku                          | Micro-blogging                                      | Finlàndia     |                   | Google Mobile                                    | [ 55 ]                  |
| 30 de juliol de 2008    | Omnisio                        | Video en línia                                      | EUA           | $1500000          | YouTube                                          | [ 56 ]                  |
| 12 de setembre de 2008  | TNC (Tatter and Company)       | Programari de Weblog                                | Corea del Sud |                   | Textcube.com                                     | [ 57 ]                  |
| 5 d'agost de 2009       | On2                            | Compressió de video                                 | EUA           | $ 124,600,000     |                                                  | [ 58 ]                  |
| 16 de setembre de 2009  | reCAPTCHA                      | Seguretat                                           | EUA           |                   |                                                  | [ 59 ]                  |
| 9 de novembre de 2009   | AdMob                          | Publicitat en mòbil                                 | EUA           | $750,000,000      |                                                  | [ 60 ]                  |
| 9 de novembre de 2009   | Gizmo5                         | Veu IP                                              | EUA           | $30,000,000       | Google Voice                                     | [ 61 ]                  |
| 23 de novembre de 2009  | Teracent                       | Publicitat en línia                                 | EUA           |                   | Adsense                                          | [ 62 ]                  |
| 4 de desembre de 2009   | AppJet (EtherPad)              | Editor col·laboratiu en temps real                  | EUA           |                   | Google Wave                                      | [ 63 ]                  |
| 12 de febrer de 2010    | Aardvark                       | Cerca Social                                        | EUA           | $50,000,000       |                                                  | [ 64 ]                  |
| 17 de febrer de 2010    | reMail                         | Cerca de correus                                    | EUA           |                   | Gmail                                            | [ 65 ]                  |
| 1 de març de 2010       | Picnik                         | Edició de fotografies                               | EUA           |                   | Picasa                                           | [ 66 ]                  |
| 20 abril 2010           | Agnilux                        | Servidor de CPUs                                    | EUA           | —                 | Android                                          | [ 67 ]                  |
| 27 abril 2010           | LabPixies                      | Gadget                                              | ISR           | —                 | iGoogle, Android                                 | [ 68 ]                  |
| 30 abril 2010           | BumpTop                        | Entorn d'escriptori                                 | CAN           | $30.000.000       | Android                                          | [ 69 ]                  |
| 18 maig 2010            | Global IP Solutions            | Compressió de Video i audio                         | EUA           | $68.200.000       | WebRTC                                           | [ 70 ]                  |
| 20 maig 2010            | Simplify Media                 | streaming de música                                 | EUA           | —                 | Android                                          | [ 71 ]                  |
| 21 maig 2010            | Ruba.com                       | Viatges                                             | EUA           | —                 | Google                                           | [ 72 ]                  |
| 3 juny 2010             | Invite Media                   | Publicitat                                          | EUA           | $81.000.000       | DoubleClick                                      | [ 73 ]                  |
| 1 juliol 2010           | ITA Software                   | Tecnologia de Viatges                               | EUA           | $676.000.000      | Google Flights                                   | [ 74 ]                  |
| 16 juliol 2010          | Metaweb                        | Cerca semàntica                                     | EUA           | —                 | Google Search                                    | [ 75 ]                  |
| 1 agost 2010            | Zetawire                       | Pagament mòbil, NFC                                 | CAN           | —                 | Android, Google Wallet, Google Checkout          | [ 76 ]                  |
| 4 agost 2010            | Instantiations                 | Eines de desenvolupament Java / Eclipse / AJAX      | EUA           | —                 | Google Web Toolkit                               | [ 77 ] [ 78 ]           |
| 5 agost 2010            | Slide.com                      | Jocs socials                                        | EUA           | $228.000.000      | Google+, Orkut, Google Play                      | [ 79 ]                  |
| 10 agost 2010           | Jambool                        | Social Gold payment                                 | EUA           | $70.000.000       | Google+, Orkut                                   | [ 80 ]                  |
| 15 agost 2010           | Like.com                       | Cercador visual                                     | EUA           | $100.000.000      | Google Shopping                                  | [ 81 ] [ 82 ]           |
| 30 agost 2010           | Angstro                        | Servei de xarxes socials                            | EUA           | —                 | Google, Google Alert                             | [ 83 ]                  |
| 30 agost 2010           | SocialDeck, Inc.               | jocs socials                                        | CAN           | —                 | Google, Google+                                  | [ 84 ]                  |
| 13 setembre 2010        | Quiksee                        | vídeo en línia                                      | ISR           | $10.000.000       | Google Maps                                      | [ 85 ]                  |
| 28 setembre 2010        | Plannr                         | gestió d'Horari                                     | EUA           | —                 | Google+                                          | [ 86 ] [ 87 ]           |
| 1 octubre 2010          | BlindType                      | Mecanografia al tacte                               | GRE           | —                 | Android                                          | [ 88 ] [ 89 ]           |
| 3 desembre 2010         | Phonetic Arts                  | Síntesi de veu                                      | UK            | —                 | Google Voice, Google Translate                   | [ 90 ]                  |
| 3 desembre 2010         | Widevine Technologies          | DRM                                                 | EUA           | —                 | Google TV                                        | [ 91 ]                  |
| 13 gener 2011           | eBook Technologies             | E-book                                              | EUA           | —                 | Google Books                                     | [ 92 ]                  |
| 25 gener 2011           | SayNow                         | Voice recognition                                   | EUA           | —                 | Google Voice                                     | [ 93 ]                  |
| 26 gener 2011           | fflick                         | Servei de xarxes socials                            | EUA           | $10.000.000       | YouTube                                          | [ 94 ] [ 95 ]           |
| 1 març 2011             | Zynamics                       | Seguretat                                           | CAN           | —                 | Google                                           | [ 96 ] [ 97 ]           |
| 7 març 2011             | BeatThatQuote.com              | Servei de comparació de preus                       | UK            | $65.000.000       | Google Advisor                                   | [ 98 ] [ 99 ]           |
| 7 març 2011             | Next New Networks              | Servei d'allotjament de vídeo                       | EUA           | —                 | YouTube                                          | [ 100 ]                 |
| 16 març 2011            | Green Parrot Pictures          | vídeo digital                                       | IRL           | —                 | YouTube                                          | [ 101 ]                 |
| 8 abril 2011            | PushLife                       | Proveïdor de servei                                 | CAN           | $25.000.000       | Google                                           | [ 102 ]                 |
| 26 abril 2011           | TalkBin                        | Mobile software                                     | EUA           | —                 | Android                                          | [ 103 ]                 |
| 23 maig 2011            | Sparkbuy                       | cerca de productes                                  | EUA           | —                 | Google Shopping                                  | [ 104 ]                 |
| 3 juny 2011             | PostRank                       | Servei d'Analítica de mitjans de comunicació social | CAN           | —                 | Google                                           | [ 105 ]                 |
| 9 juny 2011             | Admeld                         | Publicitat en línia                                 | EUA           | $400.000.000      | DoubleClick, Invite Media                        | [ 106 ] [ 107 ]         |
| 18 juny 2011            | SageTV                         | Media center                                        | EUA           | —                 | Google TV, Google Fiber, Android TV              | [ 108 ]                 |
| 8 juliol 2011           | Punchd                         | Programa de fidelització                            | EUA           | —                 | Google Offers                                    | [ 109 ] [ 110 ]         |
| 21 juliol 2011          | Fridge                         | Grups socials                                       | EUA           | —                 | Google+                                          | [ 111 ]                 |
| 23 juliol 2011          | PittPatt                       | Sistema de reconeixement facial                     | EUA           | —                 | Android                                          | [ 112 ] [ 113 ]         |
| 1 agost 2011            | Dealmap                        | Oferta del dia service                              | EUA           | —                 | Google Offers                                    | [ 114 ]                 |
| 15 agost 2011           | Motorola Mobility              | Fabricant del dispositiu mòbil                      | EUA           | $1,25×10          | Android, Google TV, Android TV, Patent portfolio | [ 115 ]                 |
| 7 setembre 2011         | Zave Networks                  | Cupons digitals                                     | EUA           | —                 | Google Offers                                    | [ 116 ]                 |
| 8 setembre 2011         | Zagat                          | Opinions de restaurants                             | EUA           | $151.000.000      | Google Places, Google Maps                       | [ 117 ] [ 118 ] [ 119 ] |
| 19 setembre 2011        | DailyDeal                      | Servei d'Oferta del dia                             | GER           | $114.000.000      | Google Offers                                    | [ 120 ]                 |
| 11 octubre 2011         | SocialGrapple                  | Social servei d'anàlisi de mitjans de comunicació   | CAN           | —                 | Google+                                          | [ 121 ]                 |
| 10 novembre 2011        | Apture                         | Cerca instantània                                   | EUA           | —                 | Google Search                                    | [ 122 ]                 |
| 14 novembre 2011        | Katango                        | Organització de cercle social                       | EUA           | —                 | Google+                                          | [ 123 ]                 |
| 9 desembre 2011         | RightsFlow                     | Gestió de drets de música                           | EUA           | —                 | YouTube                                          | [ 124 ]                 |
| 13 desembre 2011        | Clever Sense                   | Aplicacions mòbils                                  | EUA           | —                 | Android                                          | [ 125 ]                 |
| 16 març 2012            | Milk, Inc                      | Servei de xarxes socials                            | EUA           | —                 | Google+                                          | [ 126 ]                 |
| 2 abril 2012            | TxVia                          | Pagament en Línia                                   | EUA           | —                 | Google Wallet, Google Checkout                   | [ 127 ]                 |
| 4 juny 2012             | Meebo                          | Missatgeria instantània                             | EUA           | $100.000.000      | Google Hangouts                                  | [ 128 ]                 |
| 5 juny 2012             | Quickoffice                    | suite de productivitat                              | EUA           | —                 | Google Docs                                      | [ 129 ]                 |
| 20 juliol 2012          | Sparrow                        | Aplicacions mòbils                                  | FRA           | $25.000.000       | Gmail                                            | [ 130 ] [ 131 ] [ 132 ] |
| 20 juliol 2012          | WIMM Labs                      | Rellotges intel·ligents accionats per Android       | EUA           | —                 | Android                                          | [ 133 ]                 |
| 1 agost 2012            | Wildfire Interactive           | màrqueting Social                                   | EUA           | $450.000.000      | Google, Google+                                  | [ 134 ]                 |
| 7 setembre 2012         | VirusTotal.com                 | Seguretat                                           | ESP           | —                 | Google                                           | [ 135 ] [ 136 ]         |
| 17 setembre 2012        | Nik Software, Inc.             | Fotografia                                          | EUA           | —                 | Google, Android                                  | [ 137 ] [ 138 ] [ 139 ] |
| 1 octubre 2012          | Viewdle                        | Sistema de reconeixement facial                     | UKR           | $45.000.000       | Android                                          | [ 140 ] [ 141 ]         |
| 28 novembre 2012        | Incentive Targeting Inc.       | Cupons digitals                                     | EUA           | —                 | Google Offers                                    | [ 142 ] [ 143 ]         |
| 30 novembre 2012        | BufferBox                      | Lliurament de paquets                               | CAN           | $17.000.000       | Google Shopping, Android                         | [ 144 ] [ 145 ]         |
| 6 febrer 2013           | Channel Intelligence           | Comerç electrònic                                   | EUA           | $125.000.000      | Google Shopping                                  | [ 146 ]                 |
| 12 març 2013            | DNNresearch Inc.               | Estudi profund de les Xarxes Neuronals              | CAN           | —                 | Google, Google X                                 | [ 147 ]                 |
| 15 març 2013            | Talaria Technologies           | Informàtica al núvol                                | EUA           | —                 | Google Cloud                                     | [ 148 ]                 |
| 12 abril 2013           | Behavio                        | Predicció Social                                    | EUA           | —                 | Google Now                                       | [ 149 ]                 |
| 23 abril 2013           | Wavii                          | Processament de llenguatge natural                  | EUA           | $30.000.000       | Google Knowledge Graph                           | [ 150 ]                 |
| 23 maig 2013            | Makani Power                   | Aerogeneradors                                      | EUA           | —                 | Google X                                         | [ 151 ]                 |
| 11 juny 2013            | Waze                           | Programari de navegació GPS                         | ISR           | $966.000.000      | Google Maps                                      | [ 152 ]                 |
| 16 setembre 2013        | Bump                           | Programari mòbil                                    | EUA           | —                 | Android                                          | [ 153 ]                 |
| 2 octubre 2013          | Flutter                        | Reconeixement de gestos technology                  | EUA           | $40.000.000       | Google, Android, Google X                        | [ 154 ]                 |
| 22 octubre 2013         | FlexyCore                      | DroidBooster App per Android                        | FRA           | $23.000.000       | Android                                          | [ 155 ]                 |
| 2 desembre 2013         | SCHAFT, Inc.                   | Robòtica, robot humanoide                           | JPN           | —                 | Google X                                         | [ 156 ]                 |
| 3 desembre 2013         | Industrial Perception          | Braç robòtic, Visió artificial                      | EUA           | —                 | Google X                                         | [ 156 ]                 |
| 4 desembre 2013         | Redwood Robotics               | Braç robòtic                                        | EUA           | —                 | Google X                                         | [ 156 ]                 |
| 5 desembre 2013         | Meka Robotics                  | Robot                                               | EUA           | —                 | Google X                                         | [ 156 ]                 |
| 6 desembre 2013         | Holomni                        | rodes robòtiques                                    | EUA           | —                 | Google X                                         | [ 156 ]                 |
| 7 desembre 2013         | Bot & Dolly                    | Càmera robòtica                                     | EUA           | —                 | Google X                                         | [ 156 ]                 |
| 8 desembre 2013         | Autofuss                       | Anuncis i Disseny                                   | EUA           | —                 | Google X                                         | [ 156 ]                 |
| 10 desembre 2013        | Boston Dynamics                | Robòtica                                            | EUA           | —                 | Google X                                         | [ 156 ] [ 157 ]         |
| 4 gener 2014            | Bitspin                        | Aplicació oportuna per Android                      | CHE           | —                 | Android                                          | [ 158 ]                 |
| 13 gener 2014           | Nest Labs, Inc                 | Domòtica                                            | EUA           | $3,2×109          | Google                                           | [ 159 ] [ 160 ]         |
| 15 gener 2014           | Impermium                      | Seguretat a Internet                                | EUA           | —                 | Google                                           | [ 161 ]                 |
| 26 gener 2014           | DeepMind Technologies          | Intel·ligència artificial                           | UK            | £242.000.000      | Google X                                         | [ 162 ] [ 163 ]         |
| 16 gener 2014           | SlickLogin                     | Seguretat a Internet                                | ISR           | —                 | Google                                           | [ 164 ]                 |
| 21 febrer 2014          | spider.io                      | Lluita contra el Frau d'anuncis                     | UK            | —                 | DoubleClick, Adsense                             | [ 165 ]                 |
| 12 març 2014            | GreenThrottle                  | Gadgets                                             | EUA           | —                 | Android                                          | [ 166 ] [ 167 ]         |
| 14 abril 2014           | Titan Aerospace                | Vehicles aeris no tripulats de gran altitud         | EUA           | —                 | Project Loon                                     | [ 168 ] [ 169 ] [ 170 ] |
| 2 maig 2014             | Rangespan                      | Comerç electrònic                                   | UK            | —                 | Google Shopping                                  | [ 171 ]                 |
| 6 maig 2014             | Adometry                       | Reconeixement de publicitat en línia                | EUA           | —                 | Google                                           | [ 172 ]                 |
| 7 maig 2014             | Appetas                        | Creació de llocs web de restaurants                 | EUA           | —                 | Google                                           | [ 173 ]                 |
| 7 maig 2014             | Stackdriver                    | Informàtica al núvol                                | EUA           | —                 | Google Cloud                                     | [ 174 ]                 |
| 7 maig 2014             | MyEnergy                       | Utilitat de línia Monitor d'Ús                      | EUA           | —                 | Nest Labs                                        | [ 175 ]                 |
| 16 maig 2014            | Quest Visual                   | Realitat augmentada                                 | EUA           | —                 | Code Project, Google Translate                   | [ 176 ]                 |
| 19 maig 2014            | Divide                         | Gestor de dispositius                               | EUA           | —                 | Android                                          | [ 177 ]                 |
| 10 juny 2014            | Skybox Imaging                 | Satèl·lit artificial                                | EUA           | $500.000.000      | Google Maps, Project Loon                        | [ 178 ]                 |
| 19 juny 2014            | mDialog                        | Publicitat en línia                                 | CAN           | —                 | DoubleClick                                      | [ 179 ]                 |
| 19 juny 2014            | Alpental Technologies          | Sense fil                                           | EUA           | —                 | Google                                           | [ 180 ]                 |
| 20 juny 2014            | Dropcam                        | Monitoreig de la casa                               | EUA           | $555,000,000      | Nest Labs                                        | [ 181 ]                 |
| 25 juny 2014            | Appurify                       | Dispositius mòbils al núvol, Serveis de Proves      | EUA           | —                 | Google Cloud                                     | [ 182 ]                 |
| 1 juliol 2014           | Songza                         | Flux de dades multimèdia                            | EUA           | —                 | Google Play, Android TV                          | [ 183 ]                 |
| 23 juliol 2014          | drawElements                   | Proves de compatibilitat de gràfics                 | FIN           | —                 | Android                                          | [ 184 ]                 |
| 6 agost 2014            | Emu                            | IM client                                           |               | —                 | Google Hangouts, Google Now                      | [ 185 ]                 |
| 6 agost 2014            | Director                       | Vídeo mòbil                                         | EUA           | —                 | YouTube, Android                                 | [ 186 ]                 |
| 17 agost 2014           | Jetpac                         | intel·ligència artificial, reconeixement d'imatges  | EUA           | —                 | Google X                                         | [ 187 ]                 |
| 23 agost 2014           | Gecko Design                   | Disseny                                             | EUA           | —                 | Google X                                         | [ 188 ]                 |
| 26 agost 2014           | Zync Render                    | Efectes Visuals de renderització                    | EUA           | —                 | Google Cloud Platform                            | [ 189 ]                 |
| 10 setembre 2014        | Lift Labs                      | Liftware                                            | EUA           | —                 | Life sciences division of Google X               | [ 190 ]                 |
| 11 setembre 2014        | Polar                          | Sondeig Social                                      | EUA           | —                 | Google+                                          | [ 191 ]                 |
| 21 octubre 2014         | Firebase                       | Sincronització de Dades                             | EUA           | —                 | Google Cloud Platform                            | [ 192 ]                 |
| 23 octubre 2014         | Dark Blue Labs                 | Inteligencia artificial                             | UK            | £tens of millions | Google DeepMind                                  | [ 193 ]                 |
| 23 octubre 2014         | Vision Factory                 | Inteligencia artificial                             | UK            | £tens of millions | Google DeepMind                                  | [ 193 ]                 |
| 24 octubre 2014         | Revolv                         | Domòtica                                            | EUA           |                   | Nest Labs                                        | [ 194 ]                 |
| 19 novembre 2014        | RelativeWave                   | Desenvolupament d'aplicacions                       | EUA           |                   | Material Design                                  | [ 195 ]                 |
| 17 desembre 2014        | Vidmaker                       | Edició de vídeo                                     | EUA           |                   | YouTube                                          | [ 196 ]                 |
| 4 febrer 2015           | Launchpad Toys                 | Aplicacions amb nens                                | EUA           |                   | YouTube for Kids                                 | [ 197 ] [ 198 ]         |
| 8 febrer 2015           | Odysee                         | intercanvi i emmagatzematge de foto / vídeo         | EUA           |                   | Google+                                          | [ 199 ]                 |
| 23 febrer 2015          | Softcard                       | Pagaments mòbils                                    | EUA           |                   | Google Wallet                                    | [ 200 ] [ 201 ]         |
| 24 febrer 2015          | Red Hot Labs                   | Aplicació de publicitat i descobriment              | EUA           |                   | Android                                          | [ 202 ]                 |
| 16 abril 2015           | Thrive Audio                   | Tecnología de so envolvent                          | IRE           |                   | Google Cardboard                                 | [ 203 ]                 |
| 16 abril 2015           | Tilt Brush                     | 3D Painting                                         | EUA           |                   | Google Cardboard                                 | [ 203 ]                 |
| 4 maig 2015             | Timeful                        | Programari mòbil                                    | EUA           |                   | Google Inbox, Google Calendar                    | [ 204 ]                 |
| 21 juliol 2015          | Pixate                         | Prototips i Disseny                                 | EUA           |                   | Material Design                                  | [ 205 ]                 |
| 21 setembre 2015        | Jibe Mobile                    | Serveis de comunicació enriquida                    | EUA           | —                 | Android                                          | [ 206 ]                 |
| 18 juny 2015            | Agawi                          | Aplicació de transmissió mòbil                      | EUA           | —                 | Android, Google Play                             | [ 207 ]                 |
| 17 octubre 2015         | Digisfera                      | Fotografia de 360 graus                             | POR           | —                 | Street View                                      | [ 208 ]                 |
| 11 novembre 2015        | Fly Labs                       | Edició de vídeo                                     | EUA           | —                 | Google Fotos                                     | [ 209 ]                 |
| 11 novembre 2015        | bebop                          | Programari al núvol                                 | EUA           | $380,000,000      | Google Cloud Platform                            | [ 210 ]                 |
| 12 febrer 2016          | BandPage                       | Plataforma per a músics                             | EUA           | —                 | YouTube                                          | [ 211 ]                 |
| 18 febrer 2016          | Pie                            | Comunicacions empresarials                          | SGP           | —                 | Spaces (app)                                     | [ 212 ]                 |
| 2 maig 2016             | Synergyse                      | Tutorials interactius                               | CAN           | —                 | Google Docs                                      | [ 213 ]                 |
| 22 juny 2016            | Webpass                        | Proveïdor de servei d'Internet                      | EUA           | —                 | Google Fiber                                     | [ 214 ]                 |
| 6 juliol 2016           | Moodstocks                     | Reconeixement d'imatges                             | FRA           | —                 | Google Fotos                                     | [ 215 ]                 |
| 8 juliol 2016           | Anvato                         | Serveis de vídeo basats en el núvol                 | EUA           | —                 | Google Cloud Platform                            | [ 216 ]                 |
| 12 juliol 2016          | Kifi                           | Gestió d'enllaços                                   | EUA           | —                 | Spaces (aplicació)                               | [ 217 ]                 |
| 27 juliol 2016          | LaunchKit                      | Creador d'eines mòbils                              | EUA           | —                 | Android                                          | [ 218 ]                 |
| 8 agost 2016            | Orbitera                       | Programari al núvol                                 | EUA           | $100,000,000      | Google Cloud Platform                            | [ 219 ]                 |
| 8 setembre 2016         | Apigee                         | Gestió de APIs i Anàlisi predictiu                  | EUA           | $625,000,000      | Google Cloud Platform                            | [ 220 ]                 |
| 15 setembre 2016        | Urban Engines                  | Anàlisi basat en la ubicació                        | EUA           | —                 | Google Maps                                      | [ 221 ] [ 222 ]         |
| 19 setembre 2016        | API.AI                         | Processament de llenguatge natural                  | EUA           | —                 | Google Assistant                                 | [ 223 ] [ 224 ]         |
| 11 octubre 2016         | FameBit                        | Contingut de marca                                  | —             | —                 | YouTube                                          | [ 225 ]                 |
| 24 octubre 2016         | Eyefluence                     | Seguiment d'ulls, realitat virtual                  | —             | —                 | Google VR                                        | [ 226 ] [ 227 ]         |
| 13 desembre 2016        | Cronologics                    | Polseres intel·ligents                              | EUA           | —                 | Android Wear                                     | [ 228 ]                 |
| 5 gener 2017            | Limes Audio                    | Comunicació per veu                                 | SWE           | —                 | Google Duo, Google Hangouts                      | [ 229 ]                 |
| 19 gener 2017           | Fabric                         | Anàlisi d'errors                                    | EUA           | —                 | Google Developer Product Group, Firebase         | [ 230 ]                 |
| 8 març 2017             | Kaggle                         | Ciència de dades                                    | EUA           | —                 | Google Cloud Platform                            | [ 231 ]                 |
| 9 març 2017             | AppBridge                      | Suite de productivitat                              | EUA           | —                 | Google Docs                                      | [ 232 ]                 |
| 10 maig 2017            | Owlchemy Labs                  | Estudi de realitat virtual                          | EUA           | —                 | Google VR                                        | [ 233 ]                 |
| 12 juliol 2017          | Halli Labs                     | Intel·ligència artificial                           | IND           | —                 |                                                  | [ 234 ]                 |